# Station Jømna
Station Jømna is een station in  Jømna in de gemeente Elverum in  fylke Innlandet  in  Noorwegen. Het station ligt aan Solørbanen die inmiddels gesloten is voor personenverkeer. Het station dateert uit 1910 en was een ontwerp van Harald Kaas. De watertoren van het station is behouden en wordt als monument beschermd.